# USS Hamilton (FFG-66)
O USS Hamilton (FFG-66) será o quinto navio da classe Constellation de fragatas de mísseis guiados e o quarto navio da Marinha dos Estados Unidos com este nome. Será construído pela Marinette Marine, subsidiária da Fincantieri.

## Nome
No dia 23 de maio de 2023, o secretário da Marinha (SECNAV), Carlos Del Toro, anunciou em Nova Iorque que a quinta fragata será chamada USS Hamilton (FFG-66).
O navio foi nomeado em homenagem ao Pai Fundador Alexander Hamilton, o primeiro Secretário do Tesouro dos EUA, que foi fundamental na formação da Guarda Costeira e da Marinha dos Estados Unidos.

## História
A fragata será construída pela Marinette Marine, subsidiária da Fincantieri, com conclusão prevista para abril de 2030. Em maio de 2024, a Marinha dos Estados Unidos anunciou a assinatura de um contrato no valor de US$ 1 bilhão com a Fincantieri Marinette Marine para a construção das próximas duas fragatas da classe Constellation — FFG-66 e FFG-67 — correspondentes à quinta e à sexta unidades do programa, conforme comunicado oficial do Departamento de Defesa dos Estados Unidos. A conclusão das obras está prevista para abril de 2030.